# Bob-Europameisterschaft 1971
Die Bob-Europameisterschaft 1971 wurde am 9. und 10. Januar im Zweierbob erstmals auf der erst 1968 gebauten und 1969 eröffneten Kunsteisbahn am Königssee ausgetragen. Da die Bahn damals von der Länge her nach den Regularien der FIBT nicht für einen internationalen Wettbewerb im Viererbob zugelassen war, wurde der Wettbewerb im großen Schlitten am 15. und 16. Januar auf der olympischen Bobbahn von 1964, dem Olympia Eiskanal Igls im österreichischen Igls ausgetragen. Dieser war zu jener Zeit noch eine Natureisbahn.

## Zweierbob
32 Bobs aus 9 Nationen nahmen an der ersten internationalen Meisterschaft im Bobsport auf der ersten Kunsteisbahn der Welt teil. Favorisiert waren vor allem die bundesdeutschen Bobs mit den Teams Floth/Bader und Zimmerer/Utzschneider, die schon Olympia-, Weltmeisterschafts- und Europameisterschaftsmedaillen aufweisen konnten. Nach einer längeren Durststrecke gaben aber auch die Trainingsleistungen der Schweizer Bobs Anlass zu Medaillenhoffnungen, wobei vor allem das neu zusammengestellte Duo Candrian/Schärer überzeugte. Für Hans Candrian war es die erste Saison als Pilot, Bremser war der noch unbekannte, erst 24-jährige Erich Schärer. Nach dem ersten Wettkampftag lag dann die Sensation in der Luft. Da Anschieber Pepi Bader den Bob beim Start im zweiten Lauf so stark verschob, dass Pilot Horst Floth sich versteuerte, lag das Schweizer Duo Candrian/Schärer zur Halbzeit zwei Zehntel vor den Silbermedaillengewinnern von Grenoble. Am zweiten Wettkampftag spielten Floth/Bader allerdings all ihre Erfahrung aus, fuhren im dritten Lauf Bahnrekord und distanzierten schließlich die Eidgenossen noch mit über sechs Zehnteln Vorsprung auf den Silberrang. Für die Schweizer war diese EM-Medaille nach einigen enttäuschenden Jahren fast schon eine Sensation. Das sehr gute bundesdeutsche Abschneiden rundete das Ohlstädter Duo Zimmerer/Utzschneider ab, das sich nach dem vierten Platz am ersten Wettkampftag noch an den Österreichern Gruber/Oberhauser auf den Bronzeplatz vorbeischob.
| Rang | Athleten                             | Bob               | 1. Lauf | 2. Lauf | 1. Tag  | 3. Lauf | 4. Lauf | Gesamtzeit  |
| ---- | ------------------------------------ | ----------------- | ------- | ------- | ------- | ------- | ------- | ----------- |
| 1    | Horst Floth Pepi Bader               | BR Deutschland I  | 43,22 s | 44,37 s | 1:27,59 | 42,96 s | 43,50 s | 2:54,05 min |
| 2    | Hans Candrian Erich Schärer          | Schweiz III       | 44,11 s | 44,28 s | 1:27,39 | 43,56 s | 43,71 s | 2:54,66 min |
| 3    | Wolfgang Zimmerer Peter Utzschneider | BR Deutschland II | 44,01 s | 43,72 s | 1:27,73 | 43,82 s | 43,36 s | 2:54,91 min |
| 4    | Herbert Gruber Josef Oberhauser      | Österreich II     | 44,04 s | 43,59 s | 1:27,63 | 43,86 s | 43,51 s | 2:55,00 min |
| 5    | Max Kaltenberger Fritz Sperling      | Österreich III    | 44,04 s | 44,05 s | 1:28,09 |         |         | 2:55,51 min |
| 6    | Ferdinand Probst Udo Quick           | BR Deutschland IV |         |         | 1:28,13 |         |         | 2:55,71 min |
| 7    | Jean Wicki Heinz Schenker            | Schweiz I         | 44,60 s | 43,94 s | 1:28,54 | 43,72 s | 43,55 s | 2:55,81 min |
| 8    | Patrick Parisot Gérard Monrazel      | Frankreich I      |         |         | 1:28,10 |         |         | 2:55,85 min |
| 9    | Hansruedi Müller Roland Sedleger     | Schweiz           | 44,29 s | 44,64 s | 1:28,93 | 43,54 s | 43,94 s | 2:56,41 min |
| 10   | Reisch Schmalla                      | Österreich        |         |         |         |         |         | 2:56,42 min |

## Viererbob
Nach dem Wettbewerb auf der Kunsteisbahn am Königssee, die den Mannschaften annähernd gleiche Bedingungen gewährleistet hatte, erwartete die schweren Viererbobs auf der Natureisbahn in Igls eine völlig andere Ausgangslage. Durch die witterungsbedingt schlechten Bedingungen auf der Natureisbahn, wurde einen Tag vor dem ersten Wettkampftag ein Training frühmorgens um 5.00 Uhr angesetzt, musste aber bereits nach 12 Schlitten abgebrochen werden, da Flickstellen nicht komplett vereist waren. Aufgrund dieser Ausgangslage wurde festgelegt, die ersten Wertungsläufe eines jeden Wettkampftages bereits um 5.00 Uhr zu starten, den zweiten jeweils um 20.00 Uhr, um durch die bei Dunkelheit fallenden Temperaturen annehmbare Eisbedingungen zu haben. Nach dem ersten Wettkampftag lag der frischgebackene Europameister im Zweierbob, Horst mit seinem Team, knapp mit neun Hundertstel Sekunden Vorsprung vor dem rumänischen Bob mit Altmeister Ion Panturu an der Spitze. Auf dem Bronzerang platzierte sich bis dahin das Ohlstädter Team mit Pilot Wolfgang Zimmerer. Mit 13 Hundertsteln Rückstand waren aber auch für diesen Bob die Chancen auf EM-Gold noch intakt. Am zweiten Wettkampftag, an dem letztlich beide Läufe in den frühen Morgenstunden durchgeführt wurden, ließ die Jury wegen des schlechten Zustandes der Bahn nur noch die besten acht Bobs zu den zwei ausstehenden Wertungsläufen zu. Während sich nach dem dritten Lauf an der Platzierung des Vortages noch nichts geändert hatte, brachte der vierte Lauf noch eine überraschende Wendung. Zum einen führte der rumänische Viererbob-Europameister von 1967, Ion Panturu, Bestzeit, zum anderen beging der führende Bob mit Horst Floth an den Lenkseilen einige Fahrfehler und fiel so noch auf den dritten Platz zurück. Panturu wurde dadurch zum zweiten Mal an gleicher Stelle Europameister, der Ohlstädter Vierer konnte sich über Silber freuen.
| Rang | Athleten                                                                 | Bob               | 1. Lauf | 2. Lauf | 1. Tag  | 3. Lauf | 4. lauf | Gesamtzeit  |
| ---- | ------------------------------------------------------------------------ | ----------------- | ------- | ------- | ------- | ------- | ------- | ----------- |
| 1    | Ion Panțuru Dumitru Focșeneanu Ion Zangor Dumitru Pascu                  | Rumänien          | 1:05,25 | 1:04,89 | 2:10,14 |         |         | 4:19,07 min |
| 2    | Wolfgang Zimmerer Walter Steinbauer Stefan Gaisreiter Peter Utzschneider | BR Deutschland I  | 1:05,68 | 1:04,50 | 2:10,18 |         |         | 4:19,39 min |
| 3    | Horst Floth Donat Ertel Jan Thölke Pepi Bader                            | BR Deutschland II | 1:04,95 | 1:05,10 | 2:10,05 |         |         | 4:20,26 min |
| 4    | Hansruedi Müller ?                                                       | Schweiz II        | 1:05,82 | 1:05,18 | 2:11,00 |         |         | 4:21,00 min |
| 5    | Patrick Parisot ?                                                        | Frankreich        | 1:05,50 | 1:05,17 | 2:10,67 |         |         | 4:21,39 min |
| 6    | Peter Thurnbichler ?                                                     | Österreich II     | 1:05,63 | 1:05,46 | 2:11,09 |         |         | 4:22,60 min |
| 7    | Carl-Erik Eriksson ?                                                     | Schweden          | 1:05,93 | 1:05,83 | 2:11,76 |         |         | 4:22,77 min |
| 8    | Herbert Gruber ?                                                         | Österreich I      | 1:05,65 | 1:05,65 | 2:11,30 |         |         | 4:23,11 min |

## Medaillenspiegel
| Platz | Nation         | Gold | Silber | Bronze |
| ----- | -------------- | ---- | ------ | ------ |
| 1     | BR Deutschland | 1    | 1      | 2      |
| 2     | Rumänien       | 1    | —      | —      |
| 3     | Schweiz        | —    | 1      | —      |